# Janet Nelson
Janet Laughland Nelson (Blackpool, 28 maart 1942 – 14 oktober 2024), ook bekend als Jinty Nelson, was een Brits historicus en hoogleraar middeleeuwse geschiedenis aan King's College London.

## Biografie
Janet Nelson werd geboren in een Schots gezin. Haar moeder Elizabeth Laughland werkte als lerares voor haar huwelijk en haar vader William Muir was huisarts. Ze verkreeg haar onderwijs aan Keswick School in Cumbria. Ze studeerde geschiedenis aan Newnham College van de Universiteit van Cambridge. Tijdens haar studie leerde ze de antropoloog Howard Nelson kennen. In 1965 traden ze in het huwelijk.
Nelson schreef haar proefschrift (PhD) onder hoogleraar Walter Ullmann aan de Universiteit van Cambridge. Net als hij interesseerde zij zich in vroegmiddeleeuwse inauguraties en kroningen. Desondanks zette zij zich af tegen zijn werk over het Karolingische Rijk. Nelson beargumenteerde dat dit niet de benodigde macht bezat om een culturele renaissance vorm te geven. In haar ogen was de Karolingische renaissance dan ook geen beslissend moment in de culturele geschiedenis van Europa.
Voor haar academische carrière werkte ze korte tijd voor het Britse Ministerie van Buitenlandse Zaken. In 1970 kreeg Nelson een aanstelling bij King's College London en in 1993 verkreeg ze daar de positie van hoogleraar. Daarnaast vervulde Nelson wetenschappelijke bestuursfuncties. In de periode 1993-1994 was ze voorzitter van de Ecclesiastical History Society. Van 2001 tot 20225 was Nelson de eerste vrouwelijke voorzitter van de Royal Historical Society. Ze was in de periode 2000-2001 vicevoorzitter van de British Academy. In 2006 verkreeg ze de Orde van het Britse Rijk (OBE) voor haar inzet voor de studie van de geschiedenis.
Haar eerste boek, een biografie over Karel de Kale, verscheen in 1992. Haar laatste boek King and Emperor: A New Life of Charlemagne uit 2019 was de culminatie van veertig jaar onderzoek. In totaal schreef ze meer dan 140 artikelen.

## Nalatenschap
De Royal Historical Society heeft de Jinty Nelson Teaching Fellowships naar haar vernoemd.

## Geselecteerde bibliografie
- Politics and Ritual in Early Medieval Europe. Hambledon, Londen 1986.
- Charles the Bald. Longman, Londen 1992.
- The Frankish World. Hambledon, Londen 1996.
- Rulers and Ruling Families in Earlier Medieval Europe. Ashgate, Aldershot 1999.
- Courts, elites, and gendered power in the early Middle Ages. Charlemagne and others. Ashgate, Aldershot 2007.
- King and Emperor. A New Life of Charlemagne. Allen Lane, London 2019.